# 王靖国公馆旧址
王靖国公馆旧址，位于山西省太原市杏花岭区杏花岭街道天地坛社区西华门6号。

## 保护
2011年12月31日，王靖国公馆旧址公布为第三批太原市文物保护单位。